# 西奥田町
西奥田町（にしおくだちょう）は、愛知県西尾市の地名。

## 地理

### 河川・池沼
- 矢作川

### 施設
- 稲荷社

## 歴史

### 地名の由来
開発者奥田正香に由来する。

### 沿革
- 1882年（明治15年） - 愛知県令に出願[1]。
- 1884年（明治17年） - 着工[1]。
- 1887年（明治20年） - 西奥田新田が完成[1]。
- 1951年（昭和26年） - 平坂村小栗新田字西奥田新田が平坂町大字西奥田となる[1]。
- 1954年（昭和29年） - 西尾市西奥田町となる[1]。

### WEB
1. ↑  “愛知県西尾市の町丁・字一覧”.   人口統計ラボ. 2023年12月31日閲覧。
2. ↑  “読み仮名データの促音・拗音を小書きで表記するもの(zip形式) 愛知県” (zip).   日本郵便 (2024年2月29日). 2024年3月26日閲覧。
3. ↑  “市外局番の一覧” (PDF).   総務省 (2022年3月1日). 2022年3月22日閲覧。
4. ↑  “ナンバープレートについて”.   一般社団法人愛知県自動車会議所. 2024年1月21日閲覧。

### 書籍
1. 1 2 3 4 5 6  「角川日本地名大辞典」編纂委員会 1989, p. 996.